# Ndogbatogué I
Ndogbatogué I est un village du Cameroun, rattaché à la commune de Nyanon, situé dans le département de la Sanaga-Maritime et la région du Littoral, situé à 28 km de Nyaho. 

## Population et développement
En 1967, la population de Ndogbatogué I était de 275 habitants, essentiellement des Bassa. La population de Ndogbatogué I était de 273 habitants dont 122 hommes et 151 femmes, lors du recensement de 2005.  